# Erocha serpentinum
Erocha serpentinum är en fjärilsart som beskrevs av Felder 1874. Erocha serpentinum ingår i släktet Erocha och familjen nattflyn. Inga underarter finns listade i Catalogue of Life.